# Красников, Дмитрий Фёдорович
Дмитрий Фёдорович Красников (20 августа 1947, Бунино, Курская область — 3 марта 2016) — российский политический деятель. Депутат Государственной Думы второго созыва (1995—1999).

## Биография
Окончил Курский сельскохозяйственный институт по специальности «инженер-механик» в 1970 г.
Депутат Государственной Думы Федерального Собрания РФ второго созыва (1995—1999), был членом Совета Государственной Думы, членом Аграрной депутатской группы, председателем Комитета по Регламенту и организации работы Государственной Думы.